# Nádudvar
Nádudvar is een plaats (város) en gemeente in het Hongaarse comitaat Hajdú-Bihar. Nádudvar telt 9260 inwoners (2001).